# Steg för steg
Albums de Carola
Julefrid med Carola
(1983) Thunder and Lightning
(1984)
Steg för steg est le troisième album de la chanteuse suédoise Carola sorti le 12 avril 1984 produit par Lasse Holm sous le label Mariann music.

## Liste des chansons
1. Tommy tycker om mig (Lasse Holm / I Forsman)
2. Jag har funnit mig själv (Lasse Holm / I Forsman)
3. Det regnar i Stockholm (Lasse Holm / I Forsman)
4. I Am A Woman I Am (R Wilder)
5. Som en fjäril (Lasse Holm / I Forsman)
6. Radio Love (T Söderberg / I Forsman)
7. Steg för steg (Lasse Holm / I Forsman)
8. Thunder and Lightning (Lasse Holm / I Forsman)
9. Tokyo (Lasse Holm / I Forsman)
10. Ännu en dag (Lasse Holm / I Forsman)
11. I Think I Like It (Lasse Holm / I Forsman)
12. När festen tagit slut (A Glenmark / I Forsman)
13. 60-tals potpurri (G Goffin / Carole King / H Greenfield / N Sedaka / H Hoffman / G Klein / R Hildebrand / T Roe / R Spencer / J Roberts / R Freeman)

## Single

### Tommy loves me
- A. Tommy Loves Me
- B. I Think I Like It

## Classement
- Suède n°1
- Norvège n°2